# میلوش وویانیچ
میلوش وویانیچ (سیریلیک صربی: Милош Вујанић؛ زادهٔ ۱۳ نوامبر ۱۹۸۰) بازیکن سابق و مربی بسکتبال اهل صربستان است.
از باشگاه‌هایی که در آن بازی کرده‌است می‌توان به باشگاه بسکتبال پاناتینایکوس، باشگاه ورزشی افس پیلسن، باشگاه بسکتبال پارتیزان، باشگاه بسکتبال ستاره سرخ بلگراد، باشگاه بسکتبال مورسیا، باشگاه بسکتبال پانیونیوس، و باشگاه بسکتبال بارسلونا اشاره کرد.
وی در مسابقات کشوری و بین‌المللی در مجموع برندهٔ ۲ مدال طلا، ۱ مدال نقره شده‌است.